# Slavia Praga (piłka nożna kobiet)
Slavia Praga – czeski klub piłki nożnej kobiet, mający siedzibę w stolicy kraju, mieście Praga (dzielnica Vršovice). Od sezonu 1993/94 występuje w rozgrywkach 1. ligi žen.

## Historia
Chronologia nazw:
- 1966: SK Slavia Praga (sekcja piłkarska kobiet)

Kobieca drużyna piłkarska Slavia Praga została założona w Pradze w 1966 roku jako sekcja multisportowego klubu Slavia Praga, stając się jednym z pionierów czeskiej kobiecej piłki nożnej. Pierwszy zespół powstał z piłkarzy ręcznych Slavii przed Turniejem Piernikowego Serca, który był turniejem piłki nożnej kobiet zorganizowanym przez tygodnik Mladý svět w październiku 1966 roku. Slavia pokonała w finale Spartę 1:0. Pierwszym trenerem był Vilém Marzin. W lutym następnego roku z drużyny turniejowej powstał oficjalny klub. Już w pierwszym roku istnienia został zaproszony do Włoch, gdzie pokonał m.in. Inter Vimodrone 7:0. Turniej Piernikowych Serc zespół wygrał łącznie 13 razy z 26 edycji. W sezonie 1969/70 drużyna startowała w pierwszych Mistrzostwach Czechosłowacji, w których wygrała tytuł mistrzowski Republiki Czeskiej (nie było wspólnych ze Słowacją). W kolejnych dwóch sezonach powtórzyła ten sukces. Do sezonu 1987/88 klub 9 razy zdobył mistrzostwo. Od sezonu 1988/89 organizowano finałowy mecz pomiędzy mistrzami Czech a Słowacji. W sezonach 1991/92 i 1992/93 zespół jako mistrz Czech wygrał również mistrzostwo Czechosłowacji. Od sezonu 1993/94 startowały osobne rozgrywki w Czechach i Słowacji. Ale dopiero w sezonie 2002/03 klub osiągnął swój największy sukces wygrywając pierwsze mistrzostwo Czech, rok później ponownie został mistrzem Czech. W sezonie 2013/14 nastąpiła złota era w historii klubu, do 2017 roku czterokrotnie z rzędu został mistrzem, a w sezonach 2013/14, 2015/16 i 2021/22 zdobył Puchar Czech.

## Barwy klubowe, strój, herb, hymn
|  |  |

Klub ma barwy czerwono-białe. Piłkarki domowe spotkania zazwyczaj grają w czerwono-białych koszulkach (2 pionowe pasy), białych spodenkach oraz niebieskich getrach.
Herb klubu składa się z czerwonej pięcioramiennej gwiazdy skierowanej w dół. Nad czerwoną gwiazdą znajdują się dwie złote gwiazdy, symbolizujące ponad 20 tytułów mistrzowskich.

## Sukcesy

### Trofea międzynarodowe
| \| \| Zdobyte trofea w rozgrywkach międzynarodowych (stan na: 31-05-2023) \| |                                                                     |      |                           |
| Rozgrywki                                                                    | Osiągnięcie                                                         | Razy | Sezon(y)                  |
| · Liga Mistrzyń UEFA                                                         | zdobywca                                                            | 0    |                           |
| · Liga Mistrzyń UEFA                                                         | finalista                                                           | 0    |                           |
| · Liga Mistrzyń UEFA                                                         | ćwierćfinalista                                                     | 3    | 2015/16, 2017/18, 2018/19 |
| FIFA                                                                         | Zdobyte trofea w rozgrywkach międzynarodowych (stan na: 31-05-2023) |      |                           |

### Trofea krajowe
| \| \| Zdobyte trofea w rozgrywkach Czech (stan na: 20-08-2024) \| |                                                          |      | |
| Rozgrywki                                                         | Osiągnięcie                                              | Razy | Sezon(y) |
| Mistrzostwo                                                       | I miejsce                                                | 10   | 2002/03, 2003/04, 2013/14, 2014/15, 2015/16, 2016/17, 2021/22, 2022/23, 2023/24                                                                |
| Mistrzostwo                                                       | II miejsce                                               | 16   | 1994/95, 1996/97, 1997/98, 1999/00, 2004/05, 2005/06, 2006/07, 2007/08, 2008/09, 2009/10, 2010/11, 2011/12, 2012/13, 2017/18, 2018/19, 2020/21 |
| Mistrzostwo                                                       | III miejsce                                              | 2    | 1995/96, 2001/02 |
| Puchar                                                            | zdobywca                                                 | 4    | 2013/14, 2015/16, 2021/22, 2022/23 |
| Puchar                                                            | finalista                                                | 6    | 2007/08, 2010/11, 2012/13, 2014/15, 2016/17, 2018/19                                                                                           |
| II liga                                                           | I miejsce                                                | 0    | |
| II liga                                                           | II miejsce                                               | 0    | |
| II liga                                                           | III miejsce                                              | 0    | |
| Czechy                                                            | Zdobyte trofea w rozgrywkach Czech (stan na: 20-08-2024) |      | |

### Inne trofea
- Mistrzostwa Republiki Czeskiej:
  - mistrz (11): 1969/70, 1970/71, 1971/72, 1973/74, 1974/75, 1978/79, 1982/83, 1986/87, 1987/88, 1991/92, 1992/93
- Mistrzostwa Czechosłowacji:
  - mistrz (2): 1991/92, 1992/93
- O Srdce Mladého světa:
  - zdobywca (13): 1966–1970, 1972–1975, 1977–1978, 1983, 1985, 1988

## Poszczególne sezony

### Rozgrywki międzynarodowe

#### Europejskie puchary
Legenda do wszystkich tabel:
- Q – runda eliminacyjna, 1/16, 1/8, 1/4, 1/2 – odpowiednia faza rozgrywek, Grupa – runda grupowa, 1r gr – pierwsza runda grupowa, 2r gr – druga runda grupowa, F – finał, R – runda, PO – play-off
- k. – rzuty karne, los. – losowanie, Dogr. – dogrywka, w. – zasada bramek strzelonych na wyjeździe

| Sezon   | Rozgrywki          | Runda | Przeciwnik            | Dom | Wyjazd | Ogólne |
| ------- | ------------------ | ----- | --------------------- | --- | ------ | ------ |
| 2003/04 | Puchar UEFA Kobiet | Grupa | Clujana               | –   | 2–0    | –      |
| 2003/04 | Puchar UEFA Kobiet | Grupa | Newtownabbey Strikers | –   | 3–0    | –      |
| 2003/04 | Puchar UEFA Kobiet | Grupa | Umea                  | –   | 1–2    | –      |
| 2004/05 | Puchar UEFA Kobiet | Grupa | Žiar nad Hronom       | –   | 4–0    | –      |
| 2004/05 | Puchar UEFA Kobiet | Grupa | Super Sport Sofia     | –   | 3–0    | –      |
| 2004/05 | Puchar UEFA Kobiet | Grupa | Alma                  | –   | 1–2    | –      |
| 2014/15 | Liga Mistrzyń UEFA | 1/16  | Barcelona             | 0–1 | 0–3    | 0–4    |
| 2015/16 | Liga Mistrzyń UEFA | 1/16  | Brøndby               | 4–1 | 0–1    | 4–2    |
| 2015/16 | Liga Mistrzyń UEFA | 1/8   | Zwiezda-2005 Perm     | 2–1 | 0–0    | 2–1    |
| 2015/16 | Liga Mistrzyń UEFA | 1/4   | Olympique Lyon        | 0–0 | 1–9    | 1–9    |
| 2016/17 | Liga Mistrzyń UEFA | 1/16  | Apollon Limassol      | 3–2 | 1–1    | 4–3    |
| 2016/17 | Liga Mistrzyń UEFA | 1/8   | FC Rosengård          | 1–3 | 0–3    | 1–6    |
| 2017/18 | Liga Mistrzyń UEFA | 1/16  | PAOK FC               | 3–0 | 5–0    | 8–0    |
| 2017/18 | Liga Mistrzyń UEFA | 1/8   | Stjarnan              | 0–0 | 2–1    | 2–1    |
| 2017/18 | Liga Mistrzyń UEFA | 1/4   | VfL Wolfsburg         | 1–1 | 0–5    | 1–6    |
| 2018/19 | Liga Mistrzyń UEFA | Q     | Ataşehir Belediyespor | –   | 7–2    | –      |
| 2018/19 | Liga Mistrzyń UEFA | Q     | Mitrovica             | –   | 4–0    | –      |
| 2018/19 | Liga Mistrzyń UEFA | Q     | MTK Hungária          | –   | 4–1    | –      |
| 2018/19 | Liga Mistrzyń UEFA | 1/16  | Gintra Universitetas  | 4–0 | 3–0    | 7–0    |
| 2018/19 | Liga Mistrzyń UEFA | 1/8   | FC Rosengård          | 0–0 | 3–2    | 3–2    |
| 2018/19 | Liga Mistrzyń UEFA | 1/4   | Bayern Monachium      | 1–1 | 1–5    | 2–6    |
| 2019/20 | Liga Mistrzyń UEFA | 1/16  | Hibernian             | 5–1 | 4–1    | 9–2    |
| 2019/20 | Liga Mistrzyń UEFA | 1/8   | Arsenal               | 2–5 | 0–8    | 2–13   |
| 2020/21 | Liga Mistrzyń UEFA | 1/16  | Fiorentina            | 0–1 | 2–2    | 2–3    |
| 2021/22 | Liga Mistrzyń UEFA | 2R    | Arsenal               | 0–4 | 0–3    | 0–7    |
| 2022/23 | Liga Mistrzyń UEFA | 2R    | Valur                 | 0–0 | 1–0    | 1–0    |
| 2022/23 | Liga Mistrzyń UEFA | Grupa | VfL Wolfsburg         | 0–2 | 0–0    | –      |
| 2022/23 | Liga Mistrzyń UEFA | Grupa | AS Roma               | 0–3 | 0–1    | –      |
| 2022/23 | Liga Mistrzyń UEFA | Grupa | St. Pölten            | 0–1 | 1–1    | –      |

### Rozgrywki krajowe
| \| Czechy \| Bilans występów klubu w rozgrywkach piłkarskich Czech (Stan na 31 maja 2023 r.) \| \| |                                                                                 |        |       |   |   |   |    |    |     |            |        |        |      |
| Poziom                                                                                             | Rozgrywki                                                                       | Sezony | Mecze | Z | R | P | B+ | B– | Pkt | Lata       | Awanse | Spadki | Naj. |
| I                                                                                                  | 1. liga žen                                                                     | 30     |       |   |   |   |    |    |     | od 1993/94 | 0      | 0      | 1    |
| II                                                                                                 | 2. liga žen                                                                     | 0      |       |   |   |   |    |    |     |            |        |        |      |
| | Puchar Czech                                                                    | 14     |       |   |   |   |    |    |     | od 2007/08 | 0      | 0      | 1    |
| Czechy                                                                                             | Bilans występów klubu w rozgrywkach piłkarskich Czech (Stan na 31 maja 2023 r.) |        |       |   |   |   |    |    |     |            |        |        |      |

## Piłkarki, trenerzy, prezydenci i właściciele klubu

### Trenerzy
...
- 2014–2016:  Anton Mišovec
- 2016–2018:  Pavel Medynský
- 2019–2022:  Michal Kolomazník
- od 2022:  Karel Piták

## Struktura klubu

### Stadion
Drużyna rozgrywa swoje mecze domowe na stadionie Na Chvalech, w Pradze, który może pomieścić 3.500 widzów.

## Kibice i rywalizacja z innymi klubami

### Derby
- Sparta Praga
- Bohemians Praga
- Dukla Praga